# Sematophyllum kunkelii
Sematophyllum kunkelii là một loài rêu trong họ Sematophyllaceae. Loài này được H. Rob. mô tả khoa học đầu tiên năm 1974.